# Coalition for Rainforest Nations
De Coalition for Rainforest Nations (CfRN) is een intergouvernementele organisatie die is opgericht door landen met regenwouden.
Ze heeft tot doel om duurzame ecologische groei te ontwikkelen met behulp van beleid en instrumenten voor zowel bossen als aangrenzende landbouwgronden.
Op verzoek van de toenmalige premier van Papoea-Nieuw-Guinea, Michael Somare, besloten de deelnemende landen om het secretariaat op de Columbia University in New York te vestigen. De CfRN werd daar opgericht na een toespraak van Somare op 10 mei 2005.

## Lidstaten
Bij de organisatie zijn de volgende 53 landen aangesloten (stand 2015):

### Afrika
- Botswana
- Kameroen
- Centraal Afrikaanse Republiek
- Democratische Republiek Congo
- Equatoriaal-Guinea
- Gabon
- Ghana
- Kenia
- Lesotho
- Liberia
- Madagascar
- Malawi
- Mali
- Mozambique
- Namibië
- Nigeria
- Republiek Congo
- Sierra Leone
- Zuid-Afrika
- Soedan
- Oeganda
- Zambia

### Amerika en het Caribisch gebied
- Argentinië
- Belize
- Costa Rica
- Dominica
- Dominicaanse Republiek
- Ecuador
- Guatemala
- Guyana
- Honduras
- Jamaica
- Nicaragua
- Panama
- Paraguay
- Sint Lucia
- Suriname
- Uruguay

### Azië
- Bangladesh
- Cambodja
- Indië
- Indonesië
- Laos
- Maleisië
- Pakistan
- Singapore
- Thailand
- Vietnam

### Oceanië
- Fiji
- Papoea-Nieuw-Guinea
- Samoa
- Solomon eilanden
- Vanuatu